# Vijessna Ferkic
 (mars 2020).
Vijessna Ferkic, née en Allemagne de l'Ouest le 28 avril 1987 près de Hambourg, est une actrice allemande d'origine croate.

## Biographie
Ferkic est née et a grandi dans une petite ville près de Hambourg, en Allemagne.
À l'âge de dix ans, elle est acceptée dans l'une des premières et plus prestigieuses écoles d'art dramatique de Hambourg. Peu de temps après, Ferkic est choisie pour jouer dans la série Die Pfefferkörner (1998-2001). Ferkic a ensuite eu plusieurs rôles en tant qu'invitée dans des séries télévisées et des productions cinématographiques réputées.
Ferkic est choisie pour tenir le rôle de Sophie dans The Reader (2008) de Stephen Daldry et de Sarah dans Beats Being Dead de Christian Petzold.